# 乞伏暮末
乞伏暮末（—431年），一名慕末，十六国时期西秦国末代君主，乞伏熾磐二子。
西秦建弘九年（428年），乞伏熾磐去世，暮末繼秦王位，改元永弘。暮末在位期間濫刑好殺，於是人心思叛。永弘三年（430年），西秦國土連續九個月不下大雨，導致糧草失收。同年因受北涼所迫，暮末擬歸附北魏。北魏皇帝拓跋燾許諾在攻滅夏國後，將安定和平涼等城市劃分予西秦。當暮末行軍至北魏首都平城時，軍隊為夏國所阻。西秦軍隊此時戰鬥力非常虛弱，暮末決定不與夏國開戰，只好返回西秦故地。然而，西秦故地已為吐谷渾所佔領，西秦國土僅存南安城及周圍地區。永弘四年（431年）夏國攻西秦都城南安，暮末出降，西秦亡。不久，暮末為夏國皇帝赫連定所殺。

## 妻
- 梁王后

## 子女
- 太子乞伏萬載

| 前任： 父文昭王乞伏熾磐 | 西秦君主 428-431 | 繼任： -- |